# Michael McCrary

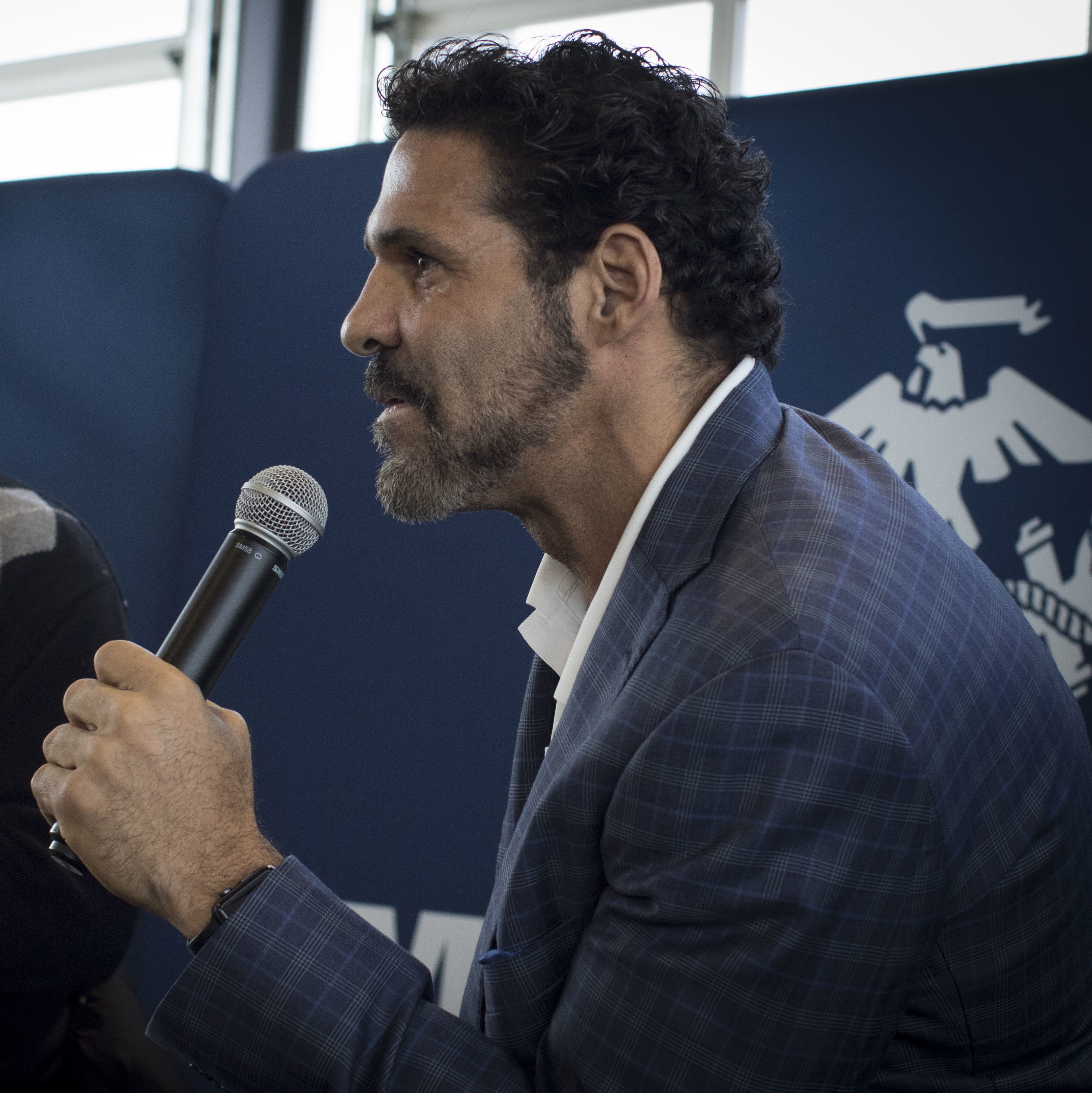
Imagem do ex-jogador de futebol americano estadunidense Michael McCrary.

Michael McCrary é um ex-jogador profissional de futebol americano estadunidense que foi campeão da temporada de 2000 da National Football League jogando pelo Baltimore Ravens.